# Позніхір Віктор Вікторович
Віктор Вікторович Позніхір (рос. Виктор Викторович Познихир; нар. 26 квітня 1961, Дубов'язівка, Сумська область, УРСР) — російський воєначальник, генерал-полковник. Фігурант бази «Миротворець».

## Життєпис
Народився 26 квітня 1961 року в смт Дубов'язівка Сумської області. Закінчив Дубов'язівську середню школу. 
З 1978 року став курсантом військового училища. Після закінчення навчального закладу став офіцером радянської, а згодом російської армії. 
Брав участь у інтервенції Росії в Сирію.

## Звання
- Генерал-полковник (з 19 лютого 2024)[3].

## Нагороди
- Орден Жукова[4]
- Орден «За заслуги перед Вітчизною» III ступеня[5]